# Межден
Межден е село в Североизточна България. То се намира в община Дулово, област Силистра.

## География
Межден се намира на 7,3 km на изток от град Дулово, на 39 km от гр. Силистра и на 121 km от гр. Русе, на 81 km от гр. Добрич, на 78 km от гр. Шумен, на 126 km от гр. Варна и на 73 km от Разград.
Климатът е умерен. Преобладават черноземни почви. Отглеждат се предимно жито, царевица, фасул, пшеница, ечемик, тикви.

## История
До 1942 година името на селото е Санър ени махле. По Букурещкия мирен договор от 1913 г. е дадено на Румъния. През 1940 г. е върнато на България по Крайовската спогодба от 1940 г. През 1985 година селото има 1105 жители.

## Население
Селото е населено с българи, турци и копанари.
| дата              | население |
| ----------------- | --------- |
| 31 декември 1934  | 1214      |
| 31 декември 1946  | 1306      |
| 1 декември 1956   | 1335      |
| 1 декември 1965   | 1484      |
| 2 декември 1975   | 1357      |
| 4 декември 1985   | 1105      |
| 4 декември 1992   | 896       |
| 31 декември 1993  | 891       |
| 31 декември 1994  | 911       |
| 31 декември 1995  | 896       |
| 31 декември 1996  | 870       |
| 31 декември 1997  | 878       |
| 31 декември 1998  | 844       |
| 31 декември 1999  | 830       |
| 31 декември 2000  | 823       |
| 1 март 2001       | 776       |
| 31 декември 2001  | 765       |
| 31 декември 2002  | 749       |
| 31декември 2003   | 736       |
| 31 декември 2004  | 721       |
| 31 декември 2005  | 712       |
| 31 декември 2006  | 717       |
| 31 декември 2007  | 703       |
| 31 декември 2008  | 698       |
| 31 декември 2009  | 691       |
| 31 декември 2010  | 663       |
| 1 декември 2011   | 633       |
| 31 декември 2011  | 633       |
| 31 декември 2012  | 627       |
| 31 декември 2013  | 615       |
| 31 декември 2014  | 615       |
| 31 декември 2015  | 637       |
| 31 декември 2016  | 625       |
| 31 декември 2017  | 603       |
| 31 декември 2018  | 593       |
| 15 юни 2020       | 683       |
| 15 септември 2022 | 664       |

| Националност        | Население | Процент |
| ------------------- | --------- | ------- |
| турци               | 275       | 43,5%   |
| българи             | 273       | 43,2%   |
| цигани              | 54        | 8,5%    |
| копанари            | 30        | 4,7%    |
| не се самоопределят | 0         | 0%      |
| общо                | 632       |         |

## Религии
Основната религия е православно християнство. В селото има два православни храма- „Свети вмчк. Димитър“- осветен на 8.11.1941 година и "Св. Николай Чудотворец", осветен на 9.10.2021 година.

## Обществени институции
- ДГ „Пролет“
- Читалище „Отец Паисий“
- Пенсионерски клуб
- Здравна служба
- Поща
- Резиденция за възрастни хора „Надежда“

## Транспорт
Републикански път III-2077 минава през село Межден и северозападно от него се свързва с Републикански път I-7 при неговия 40,1 km. През селото ежедневно преминават автобуси по линиите: Добрич – Русе и Дулово – Варна. Има редовен железопътен транспорт по направленията Силистра и Самуил.

## Културни и природни забележителности
- Паметник на съветския воин*
- Алея на загиналите във Втората световна война*
- Паметник на Стефан Караджа
- В селото има чешма, построена през 1922 г.

## Редовни събития
- 8 ноември– празник на селото (сбор).
- Последната Събота на месец Юни– събор на селото

## Обичаи
Сватбен обичай в селото: Свекървата с паничка мед се качва на каруцата при булката, топва пръст в меда и подава на булката да го оближе. След това булката топва пръст в меда и свекървата го облизва. През цялото време сватбарите викат: „Сладка булка, сладка свекърва!“ Колене на агне на Гергьовден.

## Личности

### Родени
- Кольо Николов- български подофицер
- Георги Кънев- български редник
- Илия Иванов- български редник
- Димо Цветков- български редник
- Димитър Кънев- български редник

### Починали
- Aлеĸсандър Тушков- руски воин, починал от раните си в село Mежден на 11 септември 1944 г.